# Lazar Horowitz
Lazar Horowitz (Eleasar Ben David Josua Hoeschel; geboren 1803 in Floß, Oberpfalz; gestorben 11. Juni 1868 in Vöslau) war von 1828 bis 1868 Oberrabbiner von Wien und ab 1852 in Personalunion auch der erste Oberrabbiner der neu gegründeten Israelitischen Kultusgemeinde Wien.

## Leben
Horowitz war ein Schüler von Moses Sofer. 1828 wurde er von Isaak Löw Hofmann eingeladen, als Rabbiner der jüdischen Gemeinde Wien zu amtieren. Da zu dieser Zeit die Gemeinde keine behördliche Anerkennung genoss, musste er anstelle des Rabbineramtes zunächst den Titel eines Ritualienaufsehers annehmen. Er befolgte strikte Grundsätze in Fragen zur Kaschrut und anderen Bereichen der Halacha, bemühte sich jedoch um einen Ausgleich rivalisierender Gruppen innerhalb der jüdischen Gemeinde. Zusammen mit Prediger Isaak Mannheimer beteiligte er sich an der Kampagne zur Aufhebung des Judeneids („more judaico“) sowie an der Revolution von 1848. Zu diesem Zeitpunkt forderte er die Juden in Österreich auf, ihre politische und soziale Lage zu verbessern, und schlug auch eine vermehrte jüdische Mitwirkung in der Landwirtschaft vor.
Horowitz war ein Günstling der Erzherzogin Maria Dorothea, die ein Interesse an hebräischer Literatur pflegte und an die Rückkehr der Juden ins Heilige Land glaubte. Auf sein Bitten hin machte sie 1851 die angeordnete Ausweisung von Hunderten jüdischer Familien aus Wien rückgängig. Beim Prozess von Leopold Kompert, Redakteur der Neuzeit, bei dem ein Artikel von Heinrich Graetz über Messianismus zur Debatte stand, wurde Horowitz als Experte gerufen. Horowitz hielt Vorträge im jüdischen Lehrhaus unter der Leitung von Adolf Jellinek und verfasste Beiträge für hebräische Zeitschriften.
Als sich im Jahre 1852 die Israelitische Kultusgemeinde Wien konstituierte, wurde Horowitz, der bereits Oberrabbiner von Wien war, zum ersten Oberrabbiner der Israelitischen Kultusgemeinde Wien ernannt. Horowitz war der erste und letzte Oberrabbiner der IKG-Wien, der gleichzeitig auch Position und Titel als „Oberrabbiner von Wien“ innehatte.
Beigesetzt wurde er auf dem Jüdischen Friedhof Währing. 1941 wurden seine Gebeine auf den Wiener Zentralfriedhof (1. Tor) überführt.